# Reasons Why: The Very Best
Reasons Why: The Very Best é uma compilação dos melhores êxitos da banda Nickel Creek, lançado a 14 de Novembro de 2006.
É o último álbum editado pela banda, e a 20 de Junho de 2007 o disco já tinha vendido perto de 60 mil cópias. No álbum inclui ainda um DVD com todos os vídeos da banda.
| Críticas profissionais                                                      | Críticas profissionais |
| Avaliações da crítica                                                       | Avaliações da crítica  |
| Fonte                                                                       | Avaliação              |
| --------------------------------------------------------------------------- | ---------------------- |
| allmusic                                                                    | [ 2 ]                  |
| Esta tabela precisa de ser acompanhada por texto em prosa. Consulte o guia. |                        |

## Faixas
1. "The Lighthouse's Tale" (Adam McKenzie & Chris Thile) – 5:00
2. "Out of the Woods" (Sinéad Lohan) – 5:20
3. "When in Rome" (Thile) – 4:15
4. "Helena" (Thile) – 4:40
5. "Smoothie Song" (Thile) – 3:19
6. "Somebody More Like You" (Sean Watkins) – 2:58
7. "Reasons Why" (Watkins & David Puckett) – 4:08
8. "Can't Complain" (Thile) – 5:31
9. "I Should've Known Better" (Carrie Newcomer) – 4:26
10. "This Side" (Watkins) – 3:34
11. "Jealous of the Moon" (Thile & Gary Louris) – 4:40
12. "When You Come Back Down" (Tim O'Brien & Danny O'Keefe) – 3:52
13. "You Don't Have To Move That Mountain" (Ao vivo em The Freight and Salvage, 16 de Novembro de 2000) (Keith Whitley) – 3:51
14. "The Fox" (Ao vivo em The Freight and Salvage, 16 de Novembro de 2000) (Tradicional — arr. de Nickel Creek) – 9:19

### DVD
1. "When You Come Back Down"
2. "The Lighthouse's Tale"
3. "Reasons Why"
4. "This Side"
5. "Speak"
6. "Smoothie Song"
7. "When in Rome"

## Tabelas
| Tabela                                  | Posição | Vendas |
| --------------------------------------- | ------- | ------ |
| Billboard Top Country Albums (U.S.)     | 41      | 46,718 |
| Billboard Top Independent Albums (U.S.) | 17      | 46,718 |
| Billboard Top Bluegrass Albums (U.S.)   | 1       | 46,718 |

## Créditos
- Chris Thile - Bandolim, vocal
- Sean Watkins - Guitarra, vocal
- Sara Watkins - Violino, vocal
- Scott Thile, Mark Schatz, Byron House, Edgar Meyer - Baixo